# Seniorenwoning
Een seniorenwoning is in Nederland een kleine huurwoning waar mensen die zestig plus zijn voor in aanmerking komen. Deze mensen kunnen in de meeste gevallen redelijk zelfstandig wonen. 
Vaak zijn de woningen van extra faciliteiten voorzien. Met extra voorzieningen als thuiszorg kunnen bejaarden vaak nog lang in een dergelijke woning zelfstandig blijven wonen. Praktische hulpmiddelen inzake thuiszorg, kunnen verkregen worden in een thuiszorgwinkel.
In Vlaanderen kan een seniorenwoning aangevraagd worden bij een sociale huisvestingsmaatschappij die in dit verband een speciale procedure hanteert, vaak met een wachttijd die kan oplopen van één dag (uiterst zeldzaam) tot meerdere maanden of jaren. De huurprijs wordt bepaald op basis van het inkomen van de aanvrager.
De seniorenwoningen die een sociale huisvestingsmaatschappij ter beschikking stelt, vergen van de bewoner of gebruiker nog een behoorlijk hoge graad van zelfredzaamheid en onafhankelijkheid omdat hij, niettegenstaande zijn mogelijkheden om zelf een beroep te doen op thuiszorgdiensten voor gezinsbijstand, niet in het beschermde milieu van serviceflats of bejaardenhomes vertoeft.
In een Vlaamse seniorenwoning woont men immers gewoonlijk zo goed als volledig zelfstandig. Het gaat meestal om een klein rijtjeshuis met een voor- en achtertuintje. Deze gelijksoortige huizen worden ruimtelijk ingeplant in groepen of clusters. Soms vormen ze een miniwijk op zich of zijn geïntegreerd in een 'normale' woonwijk.